# Peter & Moritz
Die Autowerke Peter & Moritz AG war ein deutsches Unternehmen zur Herstellung von Automobilen, das 1919 gegründet wurde, seinen Sitz 1922/1923 von Eisenberg (Thüringen) nach Naumburg (Saale) verlegte und dort 1925 in Konkurs ging. Die Fahrzeuge wurden unter dem Markennamen Peter & Moritz angeboten.

## Geschichte
Der Eisenberger Kaufmann Paul Peter und der Ingenieur Karl Moritz aus Berlin gründeten am 25. März 1919 das Unternehmen Automobilwerke Peter & Moritz in der Rechtsform einer offenen Handelsgesellschaft, als Unternehmenszweck waren im Handelsregister Verkauf, Bau, Betrieb und Reparatur von Kraftfahrzeugen eingetragen. Bereits im November 1919 wurde das Unternehmen in eine Aktiengesellschaft umgewandelt. Als Betriebsleiter fungierte der Ingenieur Wilhelm Gehring (auch Willi Gehring). Am 23. Juni 1920 wurde von Peter, Moritz und Gehring beim Reichspatentamt ein Motorwagen als Gebrauchsmuster angemeldet, mit dem wenig später eine erfolgreiche 600-km-Testfahrt erfolgte. Dieses Fahrzeug kostete 10.000 Mark. Um eine weitere Expansion zu ermöglichen, wurde das Aktienkapital bis Ende 1922 in mehreren Schritten bis auf 15,1 Millionen Mark erhöht. Man zog auf ein Gelände in Naumburg und produzierte mit bis zu 300 Arbeitern.
Die Inflation der frühen 1920er Jahre bedingte eine Flucht in die Sachwerte, die auch den Absatz von Automobilen beflügelte. Nach ihrem Ende durch die Währungsreform im Herbst 1923 war gerade die Käuferschicht von Kleinwagen durchweg verarmt, der Absatz brach ein. Unter der Konkurrenz einer Vielzahl von kleinen und kleinsten Automobilherstellern geriet das Unternehmen mehr und mehr in Zahlungsschwierigkeiten. Im März 1925 wurde das Eigentum an den Maschinen im Zuge einer Sicherungsübereignung formal an die Gläubiger abgetreten. Andere Zahlungsverpflichtungen wurden durch Abtretung von noch unfertigen Automobilen abgedeckt. Als schließlich die Stadt Naumburg die aufgehäuften Mietschulden für die Fabrikgebäude nicht länger stunden wollte, musste im Dezember 1925 Konkurs angemeldet werden.
Willi Gehring, der bis zuletzt mt Paul Peter den Vorstand des Unternehmens gebildet hatte, erwarb 1926 aus der Konkursmasse einige Maschinen, mit denen er zunächst einen Reparaturbetrieb eröffnete, aus dem später die Maschinenfabrik Gehring in Naumburg an der Saale entstand.

## Stückzahlen
Bis zum Winter 1922/23 entstanden etwa 100 Fahrzeuge. Im Werk in Naumburg hätten 250 Arbeiter monatlich 60 bis 80 Fahrzeuge herstellen können. Allerdings war das Werk nicht ausgelastet. Insgesamt sollen schätzungsweise 500 bis 800 Fahrzeuge gefertigt worden sein.

## Fahrzeuge
Das erste Modell war der 5/12 PS, was für 5 Steuer-PS und 12 PS Motorleistung stand. Es hatte einen Zweizylinder-Boxermotor. 84 mm Bohrung und 110 mm Hub ergaben 1219 cm³ Hubraum. Der Motor war luftgekühlt. Er war vorn im Fahrgestell eingebaut und trieb über ein Zweiganggetriebe die Hinterachse an. Auf ein Differential und einen Rückwärtsgang wurde verzichtet. Viele Aufbauten waren zweisitzig.
1922 führte die Weiterentwicklung zum 5/15 PS. Der Motor hatte weiterhin 84 mm Bohrung, aber 118 mm Hub und 1308 cm³ Hubraum. Er leistete 15 PS. Neu war auch die Wasserkühlung.
Ab 1923 gab es den 5/20 PS bzw. 5/20 PS Sport mit 20 PS Leistung.
1924 folgte der 5/22 PS bzw. 5/22 PS Sport mit auf 22 PS erhöhter Leistung.
Ende 1924 wurde der 5/40 PS auf der Berliner Automobilausstellung präsentiert. Er hatte einen Sechszylinder-Reihenmotor, 1340 cm³ Hubraum und 50 PS Leistung. Eine Serienproduktion ist nicht bekannt.
Außerdem gab es Lieferwagen mit 750 kg Nutzlast und Lastkraftwagen mit 1000 kg Nutzlast.
Mithilfe eines originalen Motors wurde in den 2020er Jahren ein Fahrzeug rekonstruiert. Es ist im Motorrad- und Technikmuseum Großschönau ausgestellt.